# Candice Mama
Candice Mama (Johannesburg, 18 augustus 1991) is een Zuid-Afrikaans mensenrechtenactivist, spreker en fotomodel.

## Opleiding en carrière
Candice Mama studeerde communicatiewetenschap aan de Universiteit van Zuid-Afrika. Zij werkt in de journalistiek en als spreker en zet zich in voor het bestrijden van ongelijkheid.

## Ontmoeting met Eugene de Kock
Mama’s vader, anti-apartheidsstrijder Glenack Masilo Mama, werd ten tijde van de apartheid in Zuid-Afrika vermoord door Eugene de Kock, commandant van een doodseskader, met de bijnaam Prime Evil. In 1996 werd De Kock veroordeeld tot 212 jaar gevangenisstraf op basis van 89 aanklachten, waaronder misdaden tegen de menselijkheid, moord, poging tot moord en ontvoering.
Toen Mama negen was, ontdekte ze in het boek Into the heart of darkness van Jacques Pauw een foto van het verbrande en met kogels doorzeefde lichaam van haar vader. Ze raakte depressief en ontwikkelde steeds meer klachten, tot ze op zestienjarige leeftijd in het ziekenhuis belandde met ernstige stress-symptomen. Omdat ze begreep dat haar problemen te maken hadden met de foto van haar vader, ging ze uitzoeken wat voor man zijn moordenaar was. Online kon ze het verslag lezen van de Waarheids- en Verzoeningscommissie over de dag dat haar vader was vermoord. Ze concludeerde dat het nodig was De Kock te vergeven om zichzelf te bevrijden van haar trauma.
In september 2014 vroeg de National Prosecuting Authority haar familie of zij De Kock wilden ontmoeten. Candice, haar moeder, twee broers en grootvader mochten vragen wat ze wilden. Tijdens de ontmoeting in de gevangenis vertelde De Kock dat Glenack Masilo Mama was vermoord om het PAC te destabiliseren. Candice zei dat ze hem wilde vergeven, maar eerst wilde weten of hij zichzelf kon vergeven. Hij antwoordde: "Als je de dingen hebt gedaan die ik deed, hoe kun je jezelf dan ooit vergeven?" Toen zij bij het afscheid vroeg ze of ze hem mocht omhelzen, antwoordde De Kock: "Je vader zou enorm trots zijn op de vrouw die je bent geworden. Het spijt me heel erg."
Candice Mama begon na deze ontmoeting De Kock's vervroegde vrijlating te bepleiten, zodat hij bij het afsluiten van cold cases waarover hij informatie bezat meer kon betekenen dan binnen de gevangenis. In 2015 werd hij vrijgelaten, na achttien van zijn opgelegde 212 jaren gevangenisstraf te hebben uitgezeten.

## Werk op het gebied van vergeving, verzoening en trauma
Over haar vergeving van De Kock schreef zij het boek Forgiveness Redefined. Haar werk op het gebied van vergeving, verzoening en trauma begon nadat haar verhaal de internationale pers haalde. Vergeving ziet ze als een middel voor empowerment. Ze werd een gelauwerd internationaal spreker en geeft cursussen over vergeving aan de Future Self Academy.
In 2020 hield ze een toespraak op een TEDx-evenement.

## Waardering
- Vogue noemde Candice Mama een van de 33 meest inspirerende vrouwen in de wereld, samen met Nicole Kidman, Michelle Obama en Malala.
- De Afrikaanse Unie en de Verenigde Naties vermeldden haar in de top 20 van Afrikaanse vrouwen die hebben bijgedragen aan vrede in Afrika.
- Bij het 75-jarig bestaan van de Verenigde Naties in 2020 was Candice Mama was een van de #UN75 People die werden uitgenodigd voor de viering. Via een satellietverbinding verscheen zij in de uitzending Viering 75 jaar Verenigde Naties op de Nederlandse tv.
- Haar verhaal was de basis van de documentaire It's A Pleasure to Meet You, met haar en Siyah Mgoduka.
- In 2017 ontving zij in de Columbia Universiteit de Human Beacon of Dignity Award voor haar bijdrage op het gebied van vergeving en verzoening.[11]
- Ze werd gekozen als leider van het door de VN gesteunde initiatief Women Power in Zuid-Afrika, waarmee ze het jongste lid werd dat die functie heeft bekleed.